# 侯益
侯益（886年—965年），唐末汾州平遥人。一生經歷了唐末至宋初之間的整個五代十國時代。

## 生平
祖父以農為業。唐昭宗光化年间，李克用據太原，侯益前往投靠。隨李存勖攻大名（今河北大名）、征幽州（今河北北部和辽宁南部）、破洛州（今河南洛阳），以军功迁升为马前卫指挥使。李嗣源即位后，侯益曾平定朱守殷、王都等叛乱。贬商州刺史。
后晋建立后，封奉国都指挥使，领光州防御使。后晋天福二年（937年）六月，范延光举兵反于邺城（今河北临漳县南）。石敬瑭急令張從賓發河南兵數千人擊范延光，被范延光策反，反攻汜水，杀河阳节度使石重信，进逼汴州（今河南开封）。石敬瑭對侯益說：“宗社危极，卿能为朕死耶？”侯益說：“率锐卒五千，必破贼众！”石敬瑭遂命侯益與护圣都指挥使杜重威分兵讨之，侯益至汜水遇張從賓眾萬餘人，迎頭痛擊，俘斬殆盡，張从宾军败，汜水几为断流。以功拜河阳三城节度使。天福五年（940年），迁镇秦州。歷官凤翔军节度使。
刘知远即位，加侯益为侍中。侯益知后汉兵攻入洛阳，加强防守。947年，十二月，蜀主孟昶遣枢密使王处回招降侯益，又遣绵州刺史吴崇恽厚赠礼币，侯益遂答應归降。劉知遠懷疑侯益與蜀軍有勾結，召客省使王景崇赶往凤翔便宜行事。侯益的从事程渥，和王景崇是同乡，有旧交，勸王景崇勿滋事，不久劉知遠病逝，王景崇還在猶豫不決。侯益甚为恐惧，当日率数十骑奔入朝中。漢隱帝時，史弘肇、杨郇等人专权，侯益重金贿赂杨郇等人，得以擔任开封尹兼中书令。
乾祐元年（948年）趙思綰在永興（長安）兵變，鳳翔節度史王景崇依附反叛，景崇在凤翔與李守贞勾通，盡杀侯益家属七十余人，只有一子侯仁矩在外得免。三鎮連叛，汴京震動，隱帝派樞密使郭威平定亂事。乾佑三年（950年）郭威起兵反汉，隱帝急派侯益与慕容彦超等守澶州（今河南清丰一带）。侯益投降郭威。郭威即位，封侯益楚国公，改太子太师，后又改封齐国公。显德元年（954年）冬，以老年回到洛阳。宋太祖赵匡胤即位，以耆旧老臣厚待，每年只要上朝一次。乾德三年（965年）卒，年八十，追赠中书令。
侯益有五個兒子：侯仁願、侯仁矩、侯仁寶、侯仁遇、侯仁興，都出仕北宋當官。

## 延伸阅读
[在维基数据编辑]
 在维基文库阅读此作者作品
 《宋史/卷254》，出自脱脱《宋史》